# Two Gallants

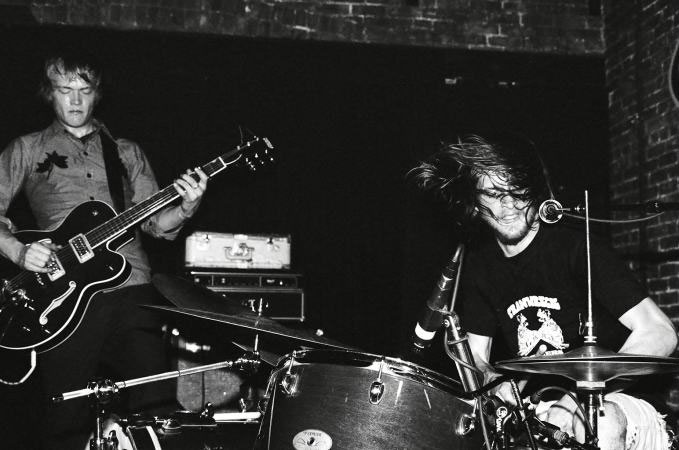
Bei einem Konzert im April 2005 in Texas

Two Gallants ist eine Indie-Rockband aus San Francisco, Kalifornien. Sie besteht aus Adam Stephens (Gesang, Gitarre, Mundharmonika) und Tyson Vogel (Schlagzeug, Gesang).
Die Band hat sich nach einer gleichnamigen Kurzgeschichte von James Joyce aus Dubliner benannt. Ihre Musik ist von Stephens’ rauer Stimme geprägt und könnte als abwechslungsreicher, mitunter in Punk oder Ska abdriftender Folkrock bezeichnet werden. Bei Kritikern rufen Two Gallants Assoziationen zu Künstlern wie Bright Eyes, Bob Dylan oder den Decemberists (mit denen sie auch einmal auf Tour gingen) hervor.

## Geschichte
Die Band spielt seit 2002 unter ihrem Namen. Allerdings kennen sich Stephens und Vogel, die zum Zeitpunkt der Gründung von Two Gallants 20 Jahre alt waren, schon seit ihrer Kindheit und haben schon als Zwölfjährige zusammen musiziert.
Zunächst traten sie auf privaten Partys und in Warenhäusern auf. Ihr Debütalbum The Throes, veröffentlicht auf Alive Naturalsound Records, wurde von den Kritikern nicht nur in den USA gut aufgenommen. Dies gab der Band die Möglichkeit, ihr zweites Album, What the Toll Tells 2006 beim größeren Saddle Creek Label zu veröffentlichen.

## Diskografie

### Alben
- The Throes (Alive Naturalsound Records), 2004
- What the Toll Tells (Saddle Creek), 2006
- Two Gallants (Saddle Creek), 2007
- The Bloom and the Blight (ATO Records), 2012
- We Are Undone (ATO Records), 2015

### Singles
- I’m Her Man (Alive Records), 2004
- Las Cruces Jail (Saddle Creek), 2005
- Steady Rollin’ (Saddle Creek), 2006
- Despite What You’ve Been Told  (Saddle Creek), 2007
- Incidental  (ATO Records), 2015

### EPs
- The Scenery of Farewell (Saddle Creek), 2007

### Kompilationen
- V/A: Lagniappe: A Saddle Creek Benefit for Hurricane Katrina (Saddle Creek), 2005